# Zenon: Z3
Zenon: Z3 – amerykański film komediowy z gatunku science fiction z 2004 roku w reżyserii Steve'a Rasha. Wyprodukowany przez de Passe Entertainment i Disney Channel Original Movies. Kontynuacja filmów Dziewczyna XXI-go wieku (1999) i Zenon: The Zequel (2001). Jest to ostatnia część filmu z serii Zenon.
Światowa premiera filmu miała miejsce 11 czerwca 2004 roku.

## Obsada
- Kirsten Storms jako Zenon Kar
- Lauren Maltby jako Margie Hammond
- Rene Hendrickson jako Maleah
- Raven-Symoné jako Nebula Wade
- Alyson Morgan jako Dasha
- Stuart Pankin jako komandor porucznik Edward Plank
- Holly Fulger jako Judy Cling
- Glenn McMillan jako Bronley Hale
- Ben Easter jako Sage Borealis
- Nathan Anderson jako Proto Zoa
- Damon Berry jako Pat Numbar
- Phumi Mthembu jako Cassie
- Joanna Evans jako młoda Selena
- Carol Reynolds jako Selena

i inni